# サームローイヨート郡
サームローイヨート郡（サームローイヨートぐん）とはタイ南部に位置する、プラチュワップキーリーカン県にある郡（アムプー）。

## 名称
サームローイヨートとは「三百の頂上」を意味する。これは、郡内にある山の名前である。

## 歴史
1995年4月1日、タムボン・ライカオ、タムボン・シラーローイ、タムボン・サームローイヨートがプラーンブリー郡から分離して成立。同年9月7日にタムボン・サーラーライがタムボン・ライカオから分離して成立。翌年1月1日、ラーマ9世による勅命によりタムボン・ライマイがクイブリー郡から分離してサームローイヨート分郡に加わった。
2007年5月15日タイ政府は国内の分郡すべてを昇格させることを決定。8月24日の官報の発行をもって分郡から郡に昇格した。

## 地理

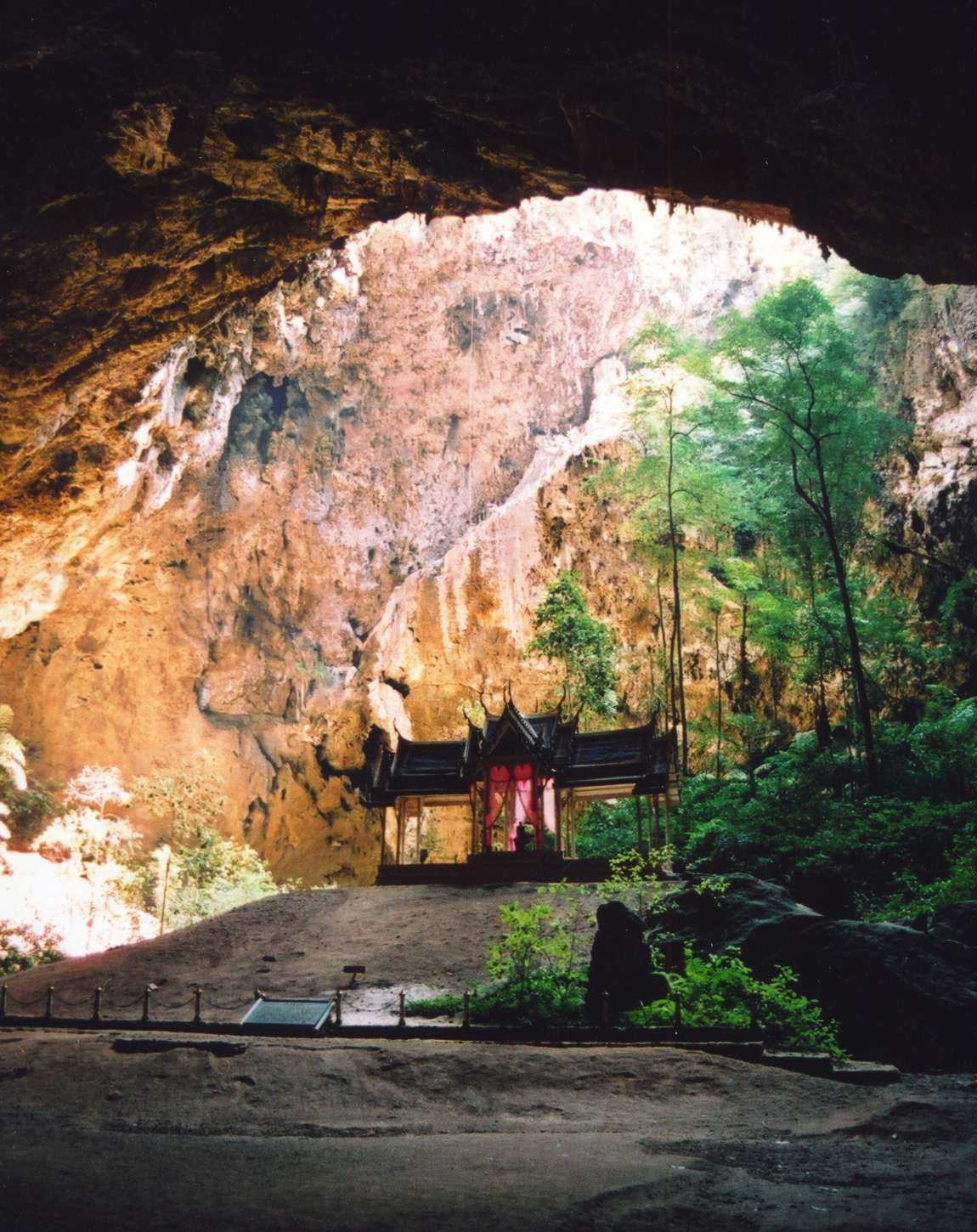
プラヤーナコーン洞窟のクーハーカルハート宮殿（休息所）

ビーチやサームローイヨート草原などの豊かな自然を抱える。南部は、カオ・サームローイヨート海洋国立公園という国立公園に指定されている。タイ全土で有名なプラヤーナコーン洞窟もこの中にあり、プラチュワップキーリーカン県の県章の由来となったクーハールカット宮殿はこの中にある。

## 経済
郡内の主な産業は農業。パイナップルやマンゴーなどのフルーツの生産が行われているほか、それに付随してお菓子の生産も行われている。

## 行政区分
サームローイヨート郡は、5つの町(タムボン)に分けられ、さらにその下位に41の村（ムーバーン）が存在する。郡内には2つの自治体（テーサバーン）がおかれている。
- テーサバーンタムボン（タムボン自治体）・ライカオ・・・タムボン・ライカオ、タムボン・サーラーライの一部。
- テーサバーンタムボン・ライマイ・・・タムボン・ライマイ

1. タムボン・サームローイヨート・・・ตำบลสามร้อยยอด
2. タムボン・シラーローイ・・・ตำบลศิลาลอย
3. タムボン・ライカオ・・・ตำบลไร่เก่า
4. タムボン・サーラーライ・・・ตำบลศาลาลัย
5. タムボン・ライマイ・・・ตำบลไร่ใหม่่